# Línea B40 (Córdoba)
Línea B40 era una línea barrial de transporte urbano de pasajeros de la ciudad de Córdoba, Argentina. El servicio estuvo operado por la empresa Autobuses Santa Fe hasta la aparición de la extensión de la línea 81 y la nueva línea 45.

## Recorrido
Desde barrio Matienzo hasta barrio Urca.
 Servicio diurno.
- Ida: De Talma y Frontera- por esta-– Varela Ortiz – Olivares – Díaz de la Fuente –Antártida Argentina – Fournier – Avenida Fuerza Aérea – Av. Petirossi- Sgto. Gómez- Rosas- San Hueque- Namuncura- Rosas- Alto Alegre – Paine – Namuncura- Alto Alegre- Cortez Funes- Luz Vieyra Méndez – Docentes Argentinos – Julia Funes de Bonet–Juana Manso – Av. Revolución Libertadora – El Tropezón -Av. Colón- Calutti- Pto del Marquez- Chancay – Riobamba- Igualdad- El Zorzal- La Rioja- Riobamba- 27 de abril – Rosillo- Cabero- Virrey Vertiz- Roque Funes- M. Pidal –Arruabarrena- hasta Lamarca.

- Regreso: De Arruabarena y Lamarca- por esta- Navarrete- R. Funes- Pte. Turin- Virrey Vertiz- Igualdad- Suárez de Figueroa- Rosillo- La Rioja- El Hornero- Igualdad- Chancay- Riobamba- Colón- Tropezón- Av. R. Libertadora- Juana Manso- J. Funes de Bonet- D. Argentinos- Luz Vieyra Mendez- Cortez Funes- Alto Alegre- Rosas- Pincen- Necunan- Rosas- Sgto. Gomez- Av. Petirossi- Atartida Argentina –Fournier – A. Argentina- Olivares- Varela Ortiz hasta Frontera.